# Резолюция Совета Безопасности ООН 1074
Резолюция Совета Безопасности Организации Объединённых Наций 1074 (код — S/RES/1074), принятая 1 октября 1996 года, после отзыва всех резолюций по конфликтам в бывшей Югославии и, в частности, резолюции 1022 (1995), Совет Безопасности ООН немедленно прекратил действие всех оставшихся мер против бывшей Югославии, предусмотренных предыдущими резолюциями.
Выполнение Дейтонского соглашения по Боснии и Герцеговине улучшилось и приветствовалось, наряду с взаимным признанием и установлением дипломатических отношений между всеми государствами бывшей Югославии. В рамках соглашения было важно, чтобы все страны сотрудничали с Международным трибуналом по бывшей Югославии (МТБЮ). Также было отмечено, что в Боснии и Герцеговине состоялись выборы.
Действуя на основании главы VII Устава ООН, Совет отметил, что выборы способствовали значительному шагу в реализации мирного соглашения и санкционировал прекращение международных санкций против государств бывшей Югославии. Совет призвал все стороны соблюдать свои обязательства и отметил, что будет держать ситуацию под контролем, и меры будут введены вновь, если какая-либо сторона не выполнит свои обязательства по соглашению.
Наконец, комитет, созданный в соответствии с резолюцией 724 (1991), должен был быть распущен после завершения работы над его докладом. Комитет провел 141 заседание, прежде чем его деятельность была прекращена 15 ноября 1996 года.